# 梅纳赫姆·门德尔·贝利斯
梅纳赫姆·门德尔·贝利斯（1874年—1934年7月7日）俄罗斯犹太人，他于1913年被指控在基辅犯有仪式谋杀，引发“贝利斯案”。虽然贝利斯最终被判无罪，审讯过程还是引发了国际社会对俄罗斯反犹主义的挞伐。伯纳德·马拉默德基于贝利斯的事迹创作了小说《修配工》，并以此获得普利策小说奖。